# Hermann Rauhe

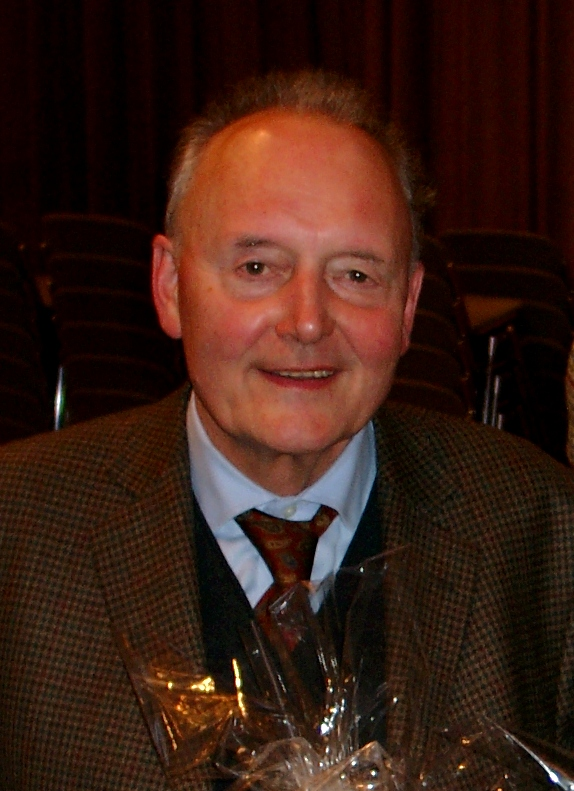
Hermann Rauhe 2004

Hermann Rauhe (* 6. März 1930 in Wanna/Niederelbe) ist ein deutscher Musikwissenschaftler.

## Leben
Nachdem Hermann Rauhe 1949 das Abitur am Amandus-Abendroth-Gymnasium in Cuxhaven abgelegt hatte, studierte er von 1951 bis 1959 Musik und Musikpädagogik an der Hochschule für Musik sowie Musik- und Literaturwissenschaft, Erziehungswissenschaft, Philosophie, Soziologie, Theologie und Phonetik an der Universität Hamburg. 1955 legte er das Erste Staatsexamen für das Lehramt an Gymnasien mit der Fächerkombination Musik und Deutsch ab. 1959 erfolgte die Zweite Staatsprüfung und danach die Promotion zum Doktor der Philosophie (Musikwissenschaft).

## Wissenschaftlicher Werdegang
Im Jahre 1960 wurde Rauhe Assistent, 1963 Dozent der Universität Hamburg und seit 1965 ist er Professor für Musikwissenschaft und Musikpädagogik an der Hochschule für Musik Hamburg. 1970 kam er zurück auf die Universität Hamburg als Ordinarius für Erziehungswissenschaft mit Schwerpunkt Musikpädagogik. Von 1978 bis 2004 war Rauhe Präsident der Hochschule für Musik und Theater Hamburg, von 1980 bis 1982 zudem auch Vorsitzender der Rektorenkonferenz der Musikhochschulen der Bundesrepublik Deutschland. 1981 rief Rauhe den Modellversuch Popularmusik (Kompaktkurssystems mit betreuten Praktika im Bereich der Popularmusik) ins Leben, dessen Leiter er bis 1984 blieb.

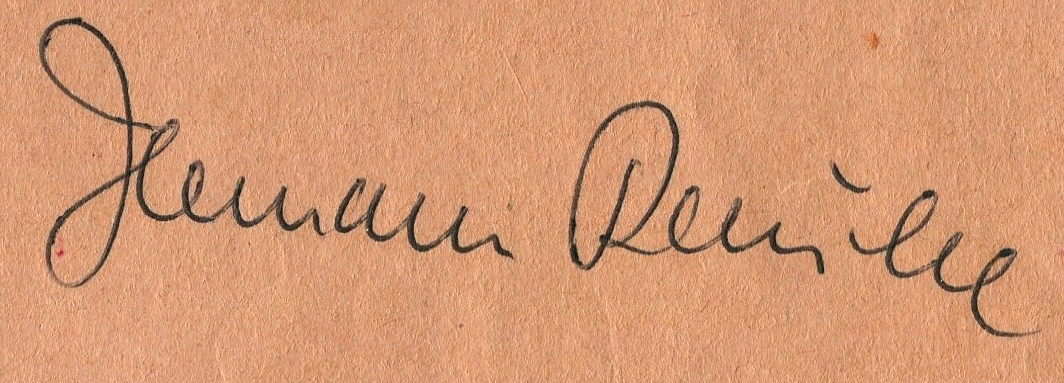
Signatur Hermann Rauhe

## Arbeitsschwerpunkte
Hermann Rauhe bemühte sich besonders um die Entwicklung neuer Methoden der musiktherapeutischen Wirkungsforschung, so etwa durch gezielten Einsatz von Musik in der neurologischen Rehabilitation von Schlaganfall- und Parkinson-Patienten im Allgemeinen Krankenhaus Hamburg-Harburg (zusammen mit dem Neurologen Robert-Charles Behrend). Aus diesem Grund arbeitet Rauhe in der Deutschen Gesellschaft für Präventivmedizin und Präventionsmanagement e. V. mit. Zusammen mit deren Präsidenten Gerd Schnack hat Rauhe eine besondere Methode der Stressreduktion entwickelt, das sogenannte repetitive Meditationstraining.

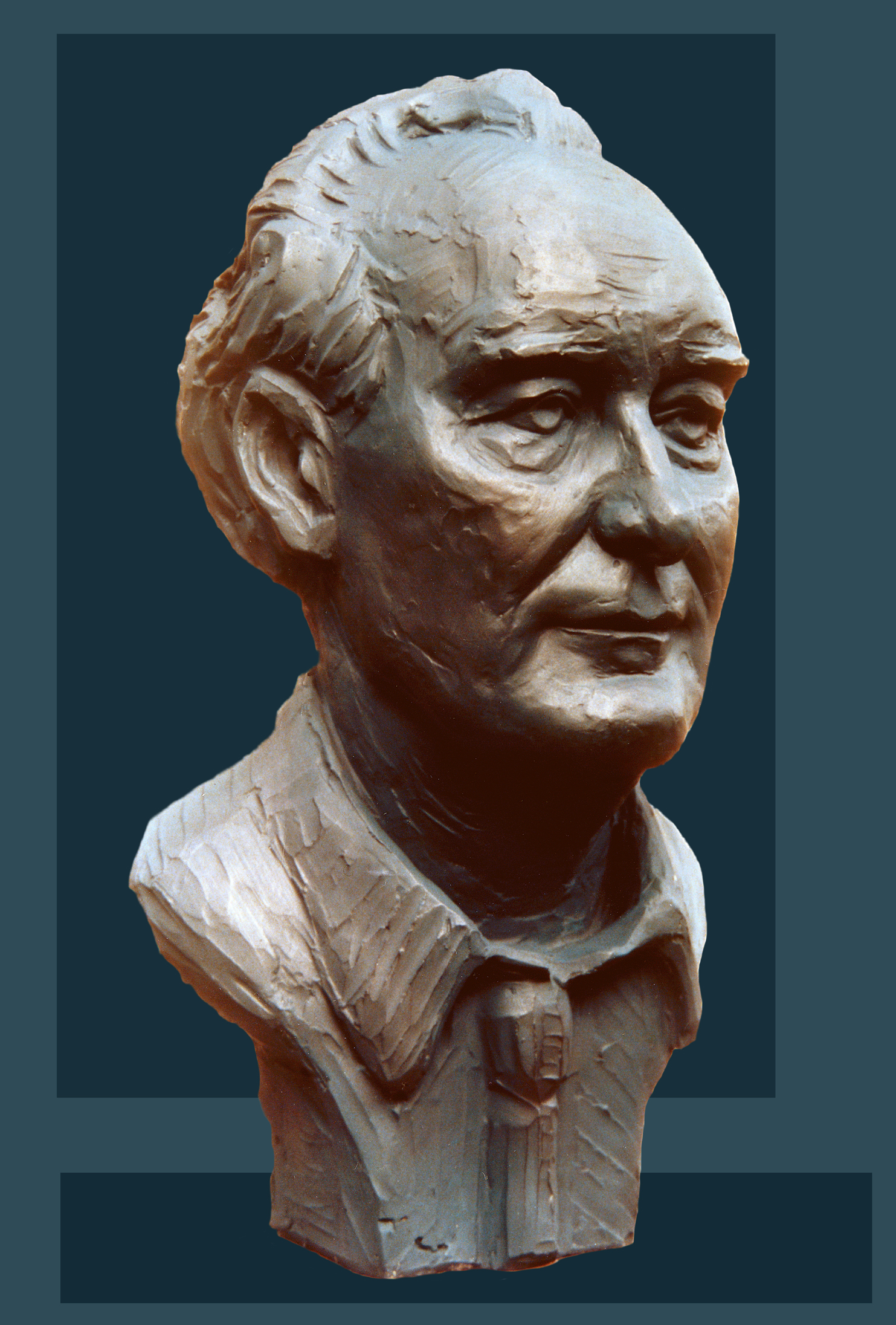
Bronzebüste von Hermann Rauhe

Daneben arbeitete er in der Berufsfeldforschung und -entwicklung ("Musikberufe im Wandel").

## Mitgliedschaften
- 1969 Gründungsmitglied und Vizepräsident der Brahmsgesellschaft
- 1970 Vorsitzender des Landesverbandes der Tonkünstler und Musiklehrer (LTM) Hamburg
- 1970 Vorstandsmitglied Oscar-und-Vera-Ritter-Stiftung
- 1970 Kuratoriumsmitglied Deutsche Stiftung Musikleben Fachausschussmitglied Deutscher Musikwettbewerb
- 1970 Beiratsmitglied Bundeswettbewerb Jugend musiziert
- 1972 Stellvertretender Bundesvorsitzender des Verbandes Deutscher Schulmusikerzieher (VDS)
- Gründungsvorsitzender des Arbeitskreises Musikpädagogische Forschung (AMPF)[2]
- 1973 Mitglied des Deutschen Musikrates
- 1975 Mitglied des Arbeitsausschusses der Bundesauswahl Konzerte Junger Künstler
- 1976 Mitglied des Internationalen Instituts für audiovisuelle Kommunikation und kulturelle Entwicklung in Wien
- 1990 Kuratoriumsmitglied der SängerAkademie Hamburg
- 1999 Präsident von Il Canto del Mondo e. V.[3]

## Ehrungen
- Seit 2004 ist Rauhe Ehrenpräsident der Hochschule für Musik und Theater Hamburg
- 2004 Johannes-Brahms-Medaille
- 2006 Bundesverdienstkreuz erster Klasse[4]
- 2010 wurde die Grundschule seines Geburtsortes Wanna zu Lebzeiten nach ihm benannt.[5]
- 2015 Medaille für Kunst und Wissenschaft der Freien Und Hansestadt Hamburg
- 2020 Hamburgische Ehrendenkmünze[6]

## Veröffentlichungen (Auswahl)
- Dichtung und Musik im weltlichen Vokalwerk Johann Hermann Scheins. Stilistische und kompositionstechnische Untersuchungen zum Wort-Ton-Verhältnis im Lichte der rhetorisch ausgerichteten Sprach- und Musiktheorie des 17. Jahrhunderts. Hamburg 1959.
- Popularität in der Musik. Interdisziplinäre Aspekte musikalischen Kommunikation. Verlag Braun, Karlsruhe 1974, ISBN 3-7650-7463-2.
- mit Hans-Peter Reinecke und Wilfried Ribke: Hören und Verstehen. Theorie und Praxis handlungsorientierten Unterrichts. Kösel-Verlag, München 1975, ISBN 3-466-30136-X.
- Musik hilft heilen. Arcis-Verlag, München 1993, ISBN 3-89075-056-7.
- mit Reinhard Flender: Schlüssel zur Musik. Atlantis-Musikbuch-Verlag, Mainz 1998, ISBN 3-254-08372-5.
- mit Gerd Schnack: Topfit durch Nichtstun. RMT – die Formel für optimale Energie. Kösel-Verlag, München 2002, ISBN 3-466-34446-8.

Anmerkung
Hermann Rauhe hat einen Vater gleichen Namens, dieser ist ein Ornithologe.